# مؤسسه علم و فناوری پیشرفته کره
KAIST به‌طور رسمی (مؤسسه علم و فناوری پیشرفته کره) یک دانشگاه تحقیقاتی ملی است که در شهرک علمی دیدوک در شهر دائجون، کره جنوبی قرار دارد.KAIST به عنوان اولین مؤسسه تحقیقاتی علوم و مهندسی کشور در سال ۱۹۷۱ توسط دولت کره جنوبی تأسیس شد. این دانشگاه در زمینه آموزش کسب و کار از اعتبار بین‌المللی برخوردار است. KAIST تقریباً ۱۰۰۰۰دانشجوی تمام وقت دارد که ۴۰۰۰ نفر آن‌ها مربوط به دوره لیسانس و ۶۰۰۰ نفر آن نیز دانشجویان تحصیلات تکمیلی تشکیل می‌دهند همچنین این دانشگاه دارای ۱۱۴۰ محقق می‌باشد. در سال ۲۰۱۳ کل بودجه دانشگاه ۷۶۵ میلیون دلار بوده‌است که از این میان ۴۵۹ میلیون دلار آن متعلق به قراردادهای تحقیقاتی بوده‌است. KAIST از ۳ کالج، ۲ دانشکده و ۳۳ گروه آموزشی تشکیل شده‌است. ۳ مؤسسه مطالعات پیشرفته کره (KIAS)، مرکز ملی نانوفاب (NNFC) و آکادمی علوم کره (KSA) از موسسات وابسته به KAIST هستند.

## پردیس

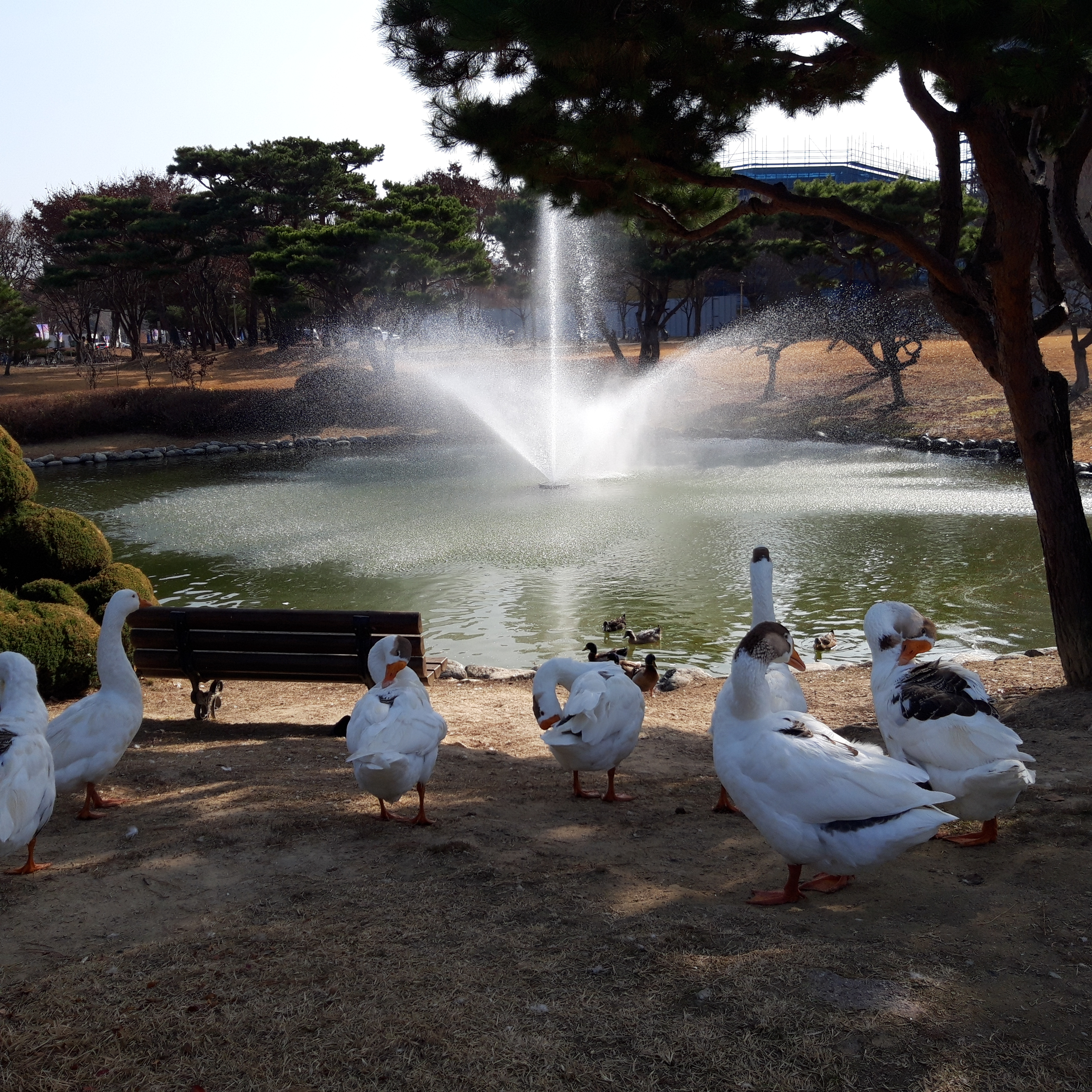
مؤسسه علم و فناوری پیشرفته کره

KAIST دارای دو پردیس در دائجون و سئول می‌باشد. این دانشگاه به‌طور عمده در شهرک علمی دیدوک در شهر دائجون، ۱۵۰کیلومتری جنوب سئول واقع شده‌است. بیشتر سخنرانی‌ها، فعالیت‌های پژوهشی و خدمات مسکن دانشجویان در پردیس اصلی دائجون واقع شده‌است. این مجموعه دارای ۲۹خوابگاه است. ۲۳ خوابگاه برای دانشجویان مرد و ۴خوابگاه برای دانشجویان زن در حومه پردیس قرار دارد و ۲ تیز آپارتمان برای دانشجویان متأهل خارج از پردیس قرار دارند. دانشکده کسب و کار، مدیریت، امور مالی و مدیریت اطلاعات و رسانه در پردیس سئول قرار دارد.

## رتبه‌بندی
بر اساس رتبه‌بندی مؤسسه QS در سال ۲۰۱۹ این دانشگاه در رتبه ۴۰ برترین دانشگاه‌های دنیا و دوم کره جنوبی قرار گرفته‌است. در رتبه‌بندی مؤسسه تایمز در سال ۲۰۱۹ این دانشگاه در رتبه ۱۰۲ جهان قرار دارد.